# القانون في الطب

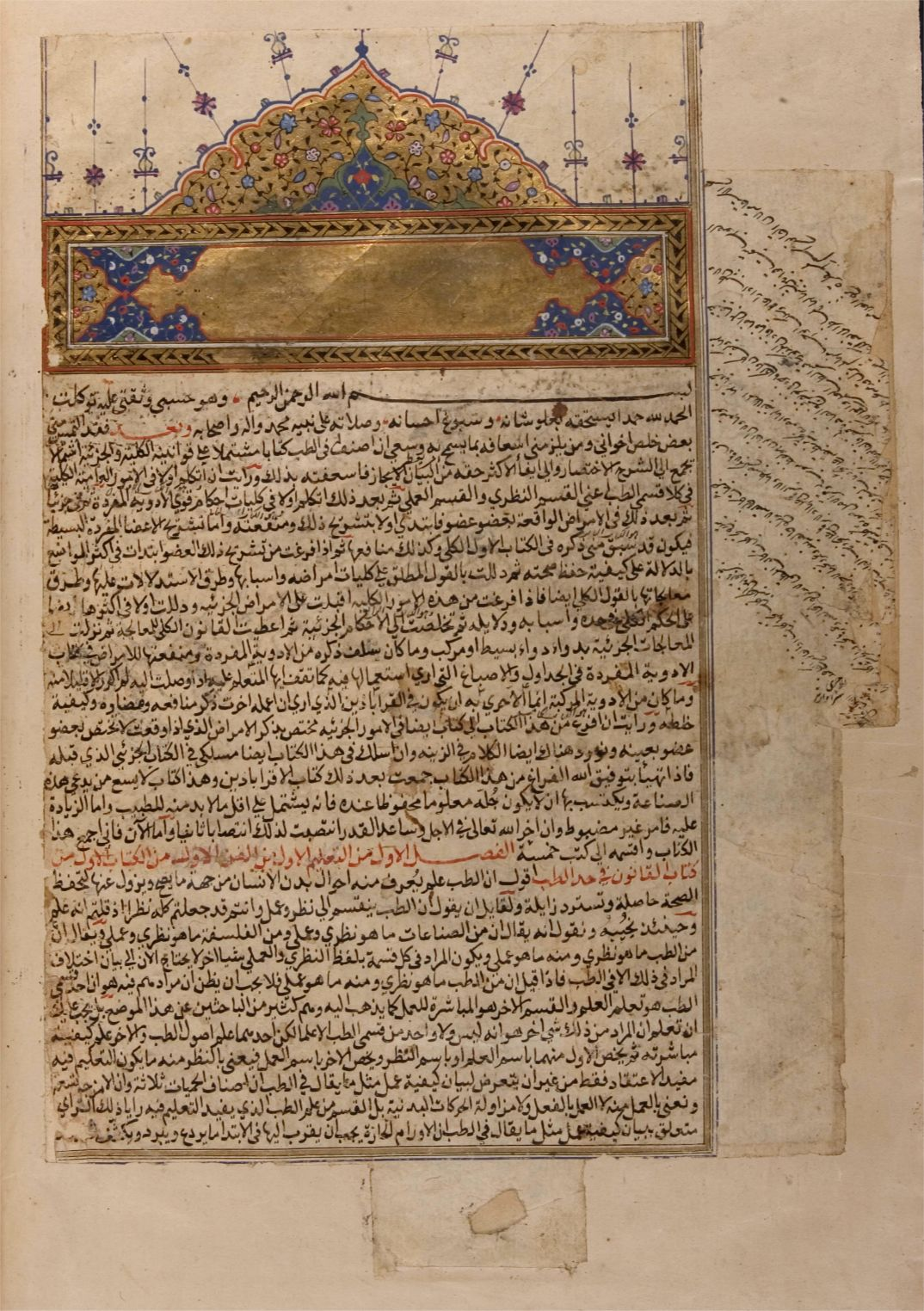
نسخة عربية من كتاب القانون في الطب

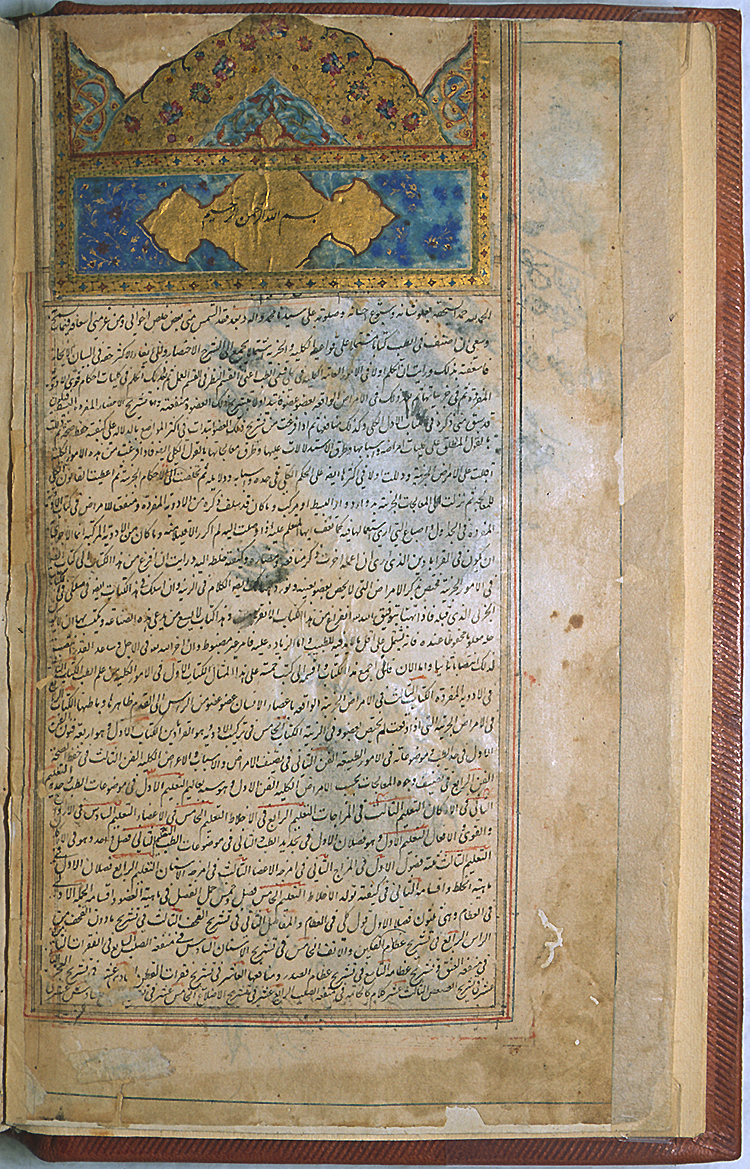
نسخة أخرى من كتاب القانون لأبن سينا

القانون في الطب هو موسوعة طبية تنقسم إلى خمس مجلدات ألفها العالم والطبيب والفيلسوف المسلم ابن سينا صدر عام 1020م. يعتبر الكتاب من المؤلفات المؤثرة والمعتمدة في مجال الطب في العالم حيث اعتُمِد كمرجعًا أساسيًا لتدريس الطب في الكثير من الجامعات حتى القرن الثامن عشر.
يقدم الكتاب نظرة عامة عن المعارف الطبية في عصر الحضارة الإسلامية والتي تأثرت بتعاليم الطب التقليدي عند الحضارات السابقة كالطب الروماني القديم كأعمال جالينوس والطب الفارسي القديم والطب صيني والهندي ويتضمن شروحات عديدة كشرح علوم التشريح شرح الأدوية والمركّبات والمرض وكلياته وأسباب المرض والاستدلالات والمعالجات الجزئية بدواء بسيط والمركبات، وشرح الزائدة الدودية وكيفية إزالتها، كما كشف ابن سينا عن العديد من النظريات العلمية والتجربية والمخبرية.
يعتبر كتاب القانون في الطب من أهم الكتب العلمية، وبرغم أنه وضع منذ ما يقارب عشرة قرون من الزمن وقبل اكتشاف العديد من النظريات العلمية والتجريبية والمختبرات الحديثة، إلا أنه لا يزال المرجع الهام، والقاعدة الأساسية في الاستشفاء وتركيب الأدوية.

## سبب تأليف الكتاب
قال ابن سينا عن سبب تأليفه هذا الكتاب: «فقد التمس مني بعض خلّص إخواني، ومن يلزمني إسعافه بما يسمح به وسعي أن أصنف في الطب كتاباً مشتملاً على قوانينه الكلية والجزئية اشتمالاً يجمع إلى الشرح الاختصار وإلى إيفاء الأكثر من البيان الإيجاز فأسعفته بذلك».

## وصف الكتاب
قال المؤلف في توصيف الكتاب ومنهجية بنائه: رأيت أن أتكلم أولاً في الأمور العامة الكلية في كلا قسمي الطب، أعني القسم النظري والقسم العملي ثم بعد ذلك أتكلم في كليات أحكام قوى الأدوية المفردة، ثم في جزئياتها، ثم بعد ذلك في الأمراض الوافعة بعضو عضو، فأبتدئ أولاً بتشريح ذلك العضو ومنفعته، وإما تشريح الأعضاء المفردة البسيطة فيكون قد سبق مني ذكره في الكتاب الأول الكلي وكذلك منافعها. ثم إذا فرغت من تشريح ذلك العضو ابتدأت في أكثر المواضع بالدلالة علة كيفية حفظ صحته، ثم دللت بالقول المطلق على كليات أمراضه وأسبابها وطرق الاستدلالات عليها وطرق معالجتها بالقول الكلي أيضاً فإذا فرغت من هذه الأمور الكلية أقبلت على الأمراض الجزئية. ودللت أولاً في أكثرها أيضاً على الحكم الكلي في حده وأسبابه ودلائله، ثم تخلصت إلى الأحكام الجزئية ثم أعطيت القانون الكلي في المعالجة، ثم نزلت إلى المعالجات الجزئية بدواء بسيط أو مركب، وما كان سلف ذكره من الأدوية المفردة في الجداول والأصباغ التي أرى استعمالها فيه، كما تقف أيها المتعلم عليه إذا وصلت إليه، لم أكرر إلا قليلاً منه، وما كان من الأدوية المركبة أن من الأحرى به أن يكون في الاقرا باذين (مجموع الأدوية المركبة) الذي أرى أن أعمله أخرت ذكر منافعه وكيفية خلطه إليه، ورأيت أن أفرغ من هذا الكتاب إلى كتاب أيضاً في الأمور الجزئية، مختص بذكر الأمراض التي إذا وقعت لم تختص بعضو بعينه ونورد هنالك أيضاً الكلام في الزينة وأن أسلك في هذا الكتاب أيضاً مسلكي في الكتاب الجزئي الذي قبله، فإذا تهيأ بتوفيق الله الفراغ من هذا الكتاب، جمعت بعده كتاب الاقرا باذين، وهذا كتاب لا يسع من يدعى هذه الصناعة ويكتسب بها إلا أن يكون جله معلوماً محفوظاً عنده، فإنه مشتمل على أقل ما بُد منه للطبيب، وأما الزيادة عليه فأمر غير مضبوط وإن أخّر الله في الأجل وساعد القدر انتصبت لذلك انتصاباً ثانياً.

## محتويات كتاب القانون

### الكتاب الأول: الأمور الكلية في علم الطب
وهو عن الأمور الكلّيّة في علم الطب، ويحتوي على أربعة فنون:
1. حد الطب وموضوعاته.
2. الأمراض والأسباب والأعراض الكلية.
3. الصحة والمرض وضرورة الموت.
4. وجوه المعالجات بحسب الأمراض الكلية.

يؤسس ابن سينا أولاً للهياكل الأساسية، أو الفئات المنطقية، التي ينظم من خلالها الممارسة الطبية.
هذا الكتاب المسمى «الكليّات» يحتوي على عموميات حول تشريح جسم الإنسان، والصحة، والمرض وكذلك العلاجات العامة، وأسلوب الحياة الذي يجب اتباعه، والنظام الغذائي، وطب وأمراض أبقراط، ويطور فيها فحص النبض ومراقبة البول.

### الكتاب الثاني: الأدوية المفردة
يتناول هذا الكتاب علم صيدلة الأدوية البسيطة: المعدنية والنباتية والحيوانية، ويتألف من جزئين:
1. يتناول الجزء الأول تحديد العلاجات من خلال التجربة، والذي يقترب من التحليل «الحديث» عن طريق ملاحظة الآثار المعروفة لكل علاج، وتحديد الجرعات المناسبة، والبحث عن الأدوية التي يمكن حفظها دون أن تتلف. هذه هي القواعد الأولى المعروفة للبحث المنطقي عن الأدوية الجديدة.
  1. في تعريف أمزجة الأدوية المفردة.
  2. في تعرف أمزجة الأدوية المفردة بالتجربة.
  3. في تعرف أمزجة الأدوية المفردة بالقياس.
  4. في تعرف أفعال قوى الأدوية المفردة.
  5. في أحكام تعرض للأدوية من خارج.
  6. في التقاط الأدوية وادخارها.
2. الجزء الثاني يعرض حوالي 800 دراسة دوائية، أو بالأحرى قائمة أبجدية من 760 «دواء بسيط» (دواء مكون من مكوِّن واحد) مع فائدتها وقوتها وتأثيراتها وتعليمات استخدامها.
  1. الأفعال والخواص.
  2. في الزينة.
  3. في الأورام والبثور.
  4. في الجراحة والقروح.
  5. في آلات المفاصل.
  6. في أعضاء الرأس.
  7. في أعضاء العين.
  8. في أعضاء النفس والصدر.
  9. في أعضاء الغذاء.
  10. في أعضاء النفض.
  11. في الحميات.
  12. في السموم.

### الكتاب الثالث: الأمراض الجزئية
يتناول هذا الكتاب «الأمراض الجزئية»، ويجمعها بحسب أعضاء الجسم و/أو الأجهزة الحيوية في الجسم، «بدئاً من الرأس إلى الكعب»، ويحلل كل مرض تحليلاً تشريحياً وفسيولوجياً وسريرياً وتشخيصياً.
ويشتمل على:
1. أمراض الرأس والدماغ.
2. أمراض العصب.
3. تشريح العين.
4. أحوال الأذن.
5. أحوال الأنف.
6. أحوال الفم واللسان.
7. أحوال الأسنان.
8. أحوال اللثة والشفتين.
9. أحوال الحلق.
10. أحوال الرئة والصدر.
11. أحوال القلب.
12. الثدي وأحواله.
13. المريء والمعدة.
14. الكبد وأحوالها.
15. أحوال المرارة والطحال.
16. أحوال الأمعاء والمقعدة.
17. علل المقعدة.
18. أحوال الكلية.
19. أحوال المثانة والبول.
20. أحوال أعضاء التناسل من الذكران.
21. أحوال أعضاء التناسل.
22. أمراض ظاهرة وطرفية الأعضاء.

### الكتاب الرابع: الأمراض العامة
هذا الكتاب مخصص للأمراض العامة، ويحتوي على دراسة عن الحمى، تليها دراسة عن الأعراض والتشخيصات والتنبؤات والجراحة الصغرى والأورام والجروح والكسور والعضّات بالإضافة إلى جزء يتناول السموم. كما يعالج السمنة وفقدان الوزن بالإضافة إلى علاجات التجميل.

### الكتاب الخامس:الأقرباذين
هذا الكتاب مخصص للصيدلة ويسمى: «الأقرباذين» أي الشكل العلاجي (دستور الأدوية). يتناول هذا الكتاب تحضير وتقديم الأدوية المركبة: المعاجین، الأیارجات، المراهم، التحاميل، الكمادات، الشراب وغيره. وتوجد فيه حوالي 600 صيغة مقسمة إلى مجلدين، مع بيان أوزان المخاليط وأحجامها ونسبها.

## شروحات كتاب القانون وتلخيصاته
حظي كتاب القانون في الطب لابن سينا بالعديد من الشروح منها:
- شرح تشريح القانون لابن النفيس.
- شرح القانون للإمام فخر الدين الرازي.
- شرح القانون لقطب الدين إبراهيم المصري.
- شرح الكليات لابن سينا لقطب الدين الشيرازي.
- شرح القانون لداوود الأنطاكي.

كما لخصه كل من:
- ابن النفيس في موجز القانون.
- محمود الجغميني في مقتطف من القانون تحت عنوان «قانونجة ترجمة كتاب القانون».

## قانون الطب في أوروبا
ترجم جيرارد من كريمونا «القانون في الطب» من العربية إلى اللاتينية في منتصف القرن الثاني عشر تحت اسم (باللاتينية: Canon medicinae). وترجم الكتاب إلى العبرية عام 1279. ظل الكتاب المرجع الرئيسي في العلوم الطبية في أوروبا حتى أواخر القرن السابع عشر، وقيل أنه أثر على ليوناردو دا فينشي.
الكتاب كان مقرراً في كليات الطب في مونبلييه ولوبفن حتى عام 1650.
أرنولد كلبس يصف الكتاب بأنه «أحد أهم الظواهر الفكرية في جميع الأوقات». وفي كلمات د. وليام اوسلر، فإن القانون في الطب «ظل الكتاب الطبي المقدس لمدة أطول من أي كتاب آخر.» الترجمة اللاتينية لأول ثلاث كتب من المصنف طبعهم يوهان جوتنبرج عام 1472 على مطبعته التي اخترعها قبل سنوات معدودة. عاد جوتنبرج وطبع الترجمة اللاتينية كاملة في العام التالي 1473. يمكن الآن إحصاء 15 طبعة مختلفة من الكتاب نـُشرت في القرن الخامس عشر فقط. وأعيدت ترجمة الكتاب بعدها 87 مرة إلى اللاتينية والعبرية.
ترجمه كوننج عام 1905م.
ترجمة مختصرة للكتاب الأول إلى الإنجليزية على يد جرونر وطبع عام 1930م.
ترجمه إلى الألمانية للفصل الذي يعالج موضوع أمراض العين على يد هرشرج وليبير عام 1902م.
كما اختُزل الكتاب ونظُم شعراً فأدى ذلك إلى ظهور الأرجوزة في الطب في 1314 بيتاً، وترجمت الأرجوزة عدة مرات إلى اللاتينينة خلال الفترة من القرن الثالث عشر إلى السابع عشر.

## وصلات خارجية
- لقراة الكتاب - من موقع الإيمان.